# Hans Larwin
Hans Larwin (Vienna, 6 dicembre 1873 – Vienna, 17 novembre 1938) è stato un pittore austriaco.

## Biografia

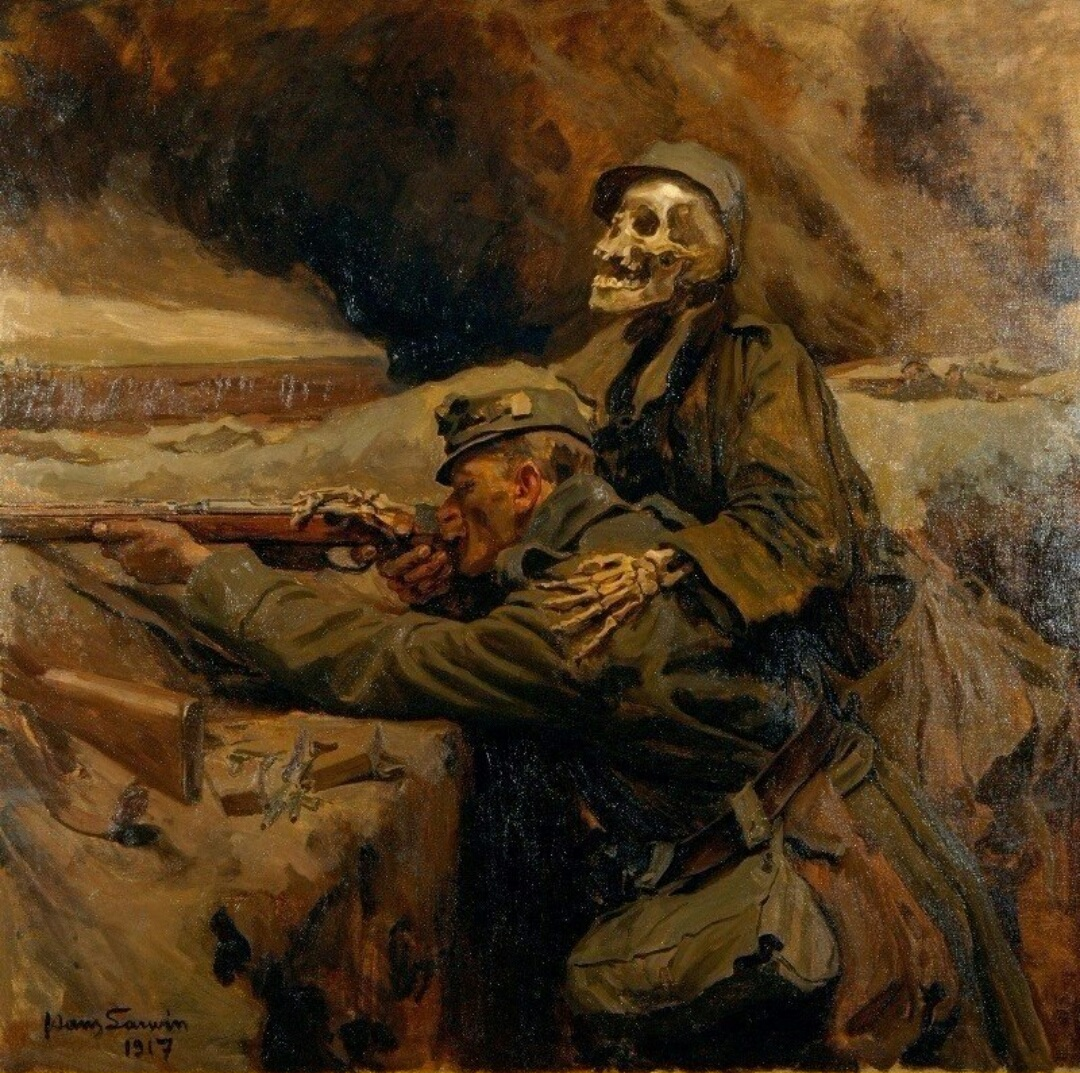
Soldat und Tod (Soldier and Death), ritratto di Hans Larwin.

Larwin era figlio del legatore Johann Larwin e di sua moglie Karoline. Ha frequentato una Kunstgewerbeschule (scuola austriaca per la formazione professionale) a Vienna e ha studiato dal 1889 all'Accademia di Belle Arti. Studiò con artisti come Christian Griepenkerl nel 1891, dal 1893 con August Eisenmenger e dal 1894 con Kazimierz Pochwalski. Intorno al 1900, Larwin intraprese numerosi viaggi di studio a Roma, Monaco, Parigi e nei Paesi Bassi. Nel 1902 divenne membro della galleria di Vienna Künstlerhaus e vi fece le sue prime mostre. Fu anche membro dell'associazione di artisti "Alte Welt". Durante la prima guerra mondiale, fu coinvolto come pittore di guerra ufficiale su vari fronti per l'impero dell'Austria-Ungheria. Dopo un soggiorno a Chicago (1922-24), Larwin visse tra il 1925 e il 1927 in Slovacchia, Ungheria e Jugoslavia. Nel 1927 tornò a Vienna, dove divenne professore e direttore della scuola di pittura generale all'Accademia di Belle Arti di Vienna nel 1930. Insegnò anche presso l'Istituto Superiore di Grafica e Istruzione dell'Istruzione e della Ricerca. Il suo mecenate fu Jenny Mautner (1856-1938) e suo marito, Isidor Mautner (1852-1930), proprietari della fabbrica tessile Marienthal dal 1925. La sua tomba si trova nel cimitero centrale di Vienna (Zentralfriedhof).

## Premi
- 1898: Rompreis (borsa di studio di viaggio statale)

- 1907:	Little Golden State Medal; per il suo dipinto ad	olio Branntweiner
- 1908:	Premio Imperiale; per il suo dipinto a olio Sonntagabend	a Neustift (domenica sera a Neustift)
- 1910:	Medaglia dell'arciduca Carl Ludwig; per il suo dipinto ad	olio Beim Heurigen (At Heurigen)
- 1913:	Grande medaglia d'oro allo stato; per il suo dipinto ad	olio Wiener Stadtratssitzung sotto Lueger (riunione	del Consiglio comunale di Vienna sotto Lueger)
- 1914:	Friedrich Dobner del Premio Dobenau; per il suo dipinto ad	olio Nach der Assanierung a Erdberg (dopo	l'accoppiamento a Erdberg)
- 1915:	premio della città di Vienna
- 1926:	prezzo dello Stato
- 1927: Premio	Reichel

## Opere
Hans Larwin era conosciuto principalmente come pittore di genere delle periferie viennesi e scene della vita nazionale viennese, ma ha anche creato ritratti. Le sue tecniche preferite erano la pittura a olio e pastello e il disegno.
- Branntweiner , 1907.
- Sitzung	des Wiener Stadtrats unter Lueger ,	1907 ( Museo	di Vienna ).
- Beim	Heurigen , 1910.
- Illustrationen	für den ersten Band der bekannten Kremser-Alben , 1911.
- Nach	der Assanierung a Erdberg , 1914.
- Soldat	und Tod ,	1917, Museo	di Storia Militare, Vienna
- Zigeunerin	mit Zwillingen ,	1920, Art	Institute of Chicago